# Almopía
Almopía (griego: Αλμωπία) es un municipio de la República Helénica perteneciente a la unidad periférica de Pella de la periferia de Macedonia Central.
El municipio se formó en 2011 mediante la fusión de los antiguos municipios de Aridaía (la actual capital municipal) y Exaplátanos, que pasaron a ser unidades municipales. El municipio tiene un área de 985,8 km², de los cuales 562,9 pertenecen a la unidad municipal de Aridaía.
En 2011 el municipio tiene 27 556 habitantes, de los cuales 20 313 viven en la unidad municipal de Aridaía.
Se ubica en la esquina noroccidental de la periferia, en la frontera con Macedonia del Norte.